# ليونيل ميرفي
ليونيل ميرفي (بالإنجليزية: Lionel Murphy)‏ هو قاضي وسياسي أسترالي، ولد في 30 أغسطس 1922 في أستراليا، وتوفي في 21 أكتوبر 1986 بكانبرا في أستراليا. حزبياً، نشط في حزب العمال الأسترالي. وقد انتخب المدعي العالم لأستراليا ‏ (19 ديسمبر 1972 – 10 فبراير 1975) وانتخب عضو مجلس الشيوخ الأسترالي ‏ عن دائرة نيوساوث ويلز ‏ (1 يوليو 1962 – 10 فبراير 1975).